# Municipio de Compton (Minnesota)
El municipio de Compton (en inglés: Compton Township) es un municipio ubicado en el condado de Otter Tail en el estado estadounidense de Minnesota. En el año 2010 tenía una población de 801 habitantes y una densidad poblacional de 8,67 personas por km².

## Geografía
El municipio de Compton se encuentra ubicado en las coordenadas 46°24′21″N 95°12′56″O / 46.40583, -95.21556. Según la Oficina del Censo de los Estados Unidos, el municipio tiene una superficie total de 92.43 km², de la cual 92,24 km² corresponden a tierra firme y (0,2 %) 0,19 km² es agua.

## Demografía
Según el censo de 2010, había 801 personas residiendo en el municipio de Compton. La densidad de población era de 8,67 hab./km². De los 801 habitantes, el municipio de Compton estaba compuesto por el 98,88 % blancos, el 0,62 % eran afroamericanos, el 0,25 % eran de otras razas y el 0,25 % eran de una mezcla de razas. Del total de la población el 1,62 % eran hispanos o latinos de cualquier raza.